# Józef Maria Peris Polo
Józef Peris Polo, (hiszp.) José María Peris Polo	(ur. 1 listopada 1889 w Cinctorres, zm. 15 sierpnia 1936 w Almazora) – błogosławiony prezbiter, ofiara prześladowań antykatolickich okresu hiszpańskiej wojny domowej, zamordowany z nienawiści do wiary (łac) odium fidei i uznany przez Kościół katolicki za męczennika, członek Bractwa Kapłanów Robotników od Serca Jezusa.

## Życiorys
W kapłańskim Stowarzyszeniu Robotników Diecezjalnych, założonym przez późniejszego błogosławionego Emanuela Domingo y Sol otrzymał formację apostolską i jeszcze jako diakon przystał do Stowarzyszenia. Sakrament święceń kapłańskich otrzymał w Kolegium Powołaniowym w Tortosie 6 czerwca 1914 roku. Apostolat w pracy na rzecz aktywizowania środowisk robotniczych do powołań kapłańskich realizował pełniąc najpierw obowiązki dyrektora, a następnie rektora kolegium w Tortosie i seminariów w Kordobie i Barcelonie(od 1933 r.). W wyniku wybuchu eskalacji prześladowań katolików, po wybuchu hiszpańskiej wojny domowej, 13 sierpnia 1936 r. został aresztowany Cinctorres i dwa dni później zginął śmiercią męczeńską za wyznawaną wiarę w Almazorze.
1 października 1995 roku papież Jan Paweł II, w czasie mszy świętej na Placu Świętego Piotra w Watykanie dokonał beatyfikacji grupy 45 męczenników wojny domowej w Hiszpanii w której znalazł się Józef Peris Polo wraz z ośmioma towarzyszami, członkami Bractwa Kapłanów Robotników od Serca Jezusa.
Szczególnym miejscem kultu Józefa Peris Polo jest Diecezja Segorbe-Castellón, zaś miejscem pochówku jest cmentarz w Vilar de Canes, a atrybutem męczennika jest palma.
W Kościele katolickim wspominany jest w dies natalis (15 sierpnia).